# Pachygaster flavimana
Pachygaster flavimana är en tvåvingeart som beskrevs av Lindner 1957. Pachygaster flavimana ingår i släktet Pachygaster och familjen vapenflugor. Inga underarter finns listade i Catalogue of Life.